# 基隆市暖暖區暖西國民小學
暖西國小位於基隆市暖暖區，為一中華民國國立國民小學。創校於2005年8月，是一所非常年輕的國小。現任校長為魏川淵。

## 學校簡史
暖西國小是從暖暖國小分出去的國小，原本在1998年就開始籌備，於2005年正式建立。創校校長為林奇佐。

## 歷任校長
- 林奇佐（2005年8月~2010年8月）
- 周良基（2010年8月~2018年6月）
- 趙蕙芬(2018年9月~2022年6月)
- 魏川淵(2022年6月~)

## 學校校歌
觀音湖山麓 西勢溪流畔 學校風光好 基隆隧道口 暖暖水源頭 暖西國小讚
德智體群美 身強體健康 歡樂滿校園 老師-超智慧 學生勸樸學 暖西真正強
基隆的暖西家長好放心 暖西兒童是新世紀---的好少年

## 學校團隊
校長：魏川淵